# Протопопівка (Олександрійський район)
Протопо́півка — село в Україні, у Приютівській селищній громаді Олександрійського району Кіровоградської області. Населення складає 2417 осіб.

## Герб
У срібному щиті три червоні балки. У червоній главі срібний півмісяць і така ж шестикутна зірка.

## Історія
Протопопівка заснована 1752 року, як козацький населений пункт, а саме — хутір сорочинського протопопа Григорія Горковського та отамана Крилівської сотні Миргородського полку Гетьманщини Костя Делятинського. У 1752—1764 роках в селі розташовувалася 13-та рота новосербського Пандурського полку, який став провідником імперської політики «заміни» реколонізаційних дій козаччини Гетьманщини на території Задніпрських земель України, де офіційно заборонялось селитись «безуказному», тобто козацькому населенню. Згодом таке рішення було змінено на компромісне — жити поруч з іноземними поселенцями можна було, але лише з метою «бути корисним» новосербцям.
Іншими назвами роти були: Костенківський шанець, Вараждин чи рідше Ворождин (що має хорватський аналог — Вараждин).
Станом на 1886 рік у селі Косівської волості Олександрійського повіту Херсонської губернії мешкало 1440 осіб, налічувалось 278 подвір'їв, існували православна церква та школа.
У 2018 році, в ході децентралізації, Протопопівська сільська рада об'єднана з Приютівською селищною громадою.

## Населення
За переписом УРСР 1989 року чисельність наявного населення села становила 2273 особи, з яких 1055 чоловіків та 1218 жінок.
За переписом населення України 2001 року в селі мешкало 2400 осіб.

### Мова
Розподіл населення за рідною мовою за даними перепису 2001 року:
| Мова       | Відсоток |
| ---------- | -------- |
| українська | 91,35 %  |
| російська  | 6,79 %   |
| вірменська | 0,46 %   |
| молдовська | 0,37 %   |
| білоруська | 0,04 %   |
| болгарська | 0,04 %   |
| інші       | 0,95 %   |

## Інфраструктура
15 березня 2019 року в селі було відкрито нову сучасну амбулаторію.

## Особистість
- Лисогоров Сергій Дмитрович (1903—1994) — доктор сільськогосподарських наук, професор.